# Smlouva z Troyes

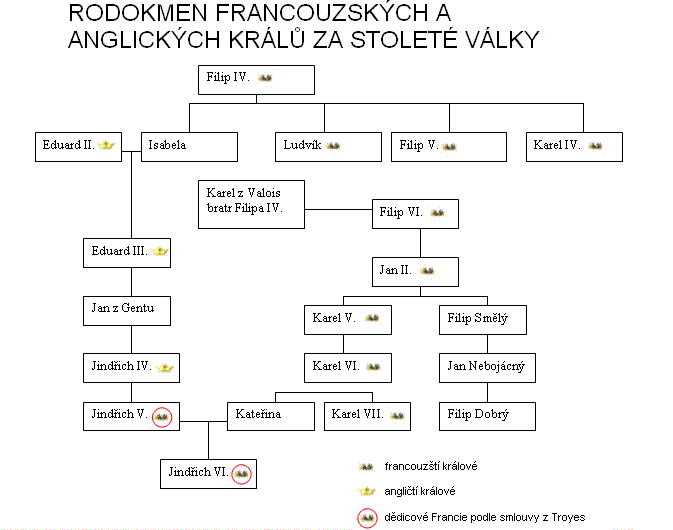
Rodokmen anglických a francouzských králů

Smlouva z Troyes byla dohoda z roku 1420 uzavřená mezi francouzským králem Karlem VI. Šíleným, respektive jeho manželkou Isabelou Bavorskou, burgundským vévodou Filipem III. Dobrým a anglickým králem Jindřichem V., která stanovovala jako dědice francouzské koruny po smrti Karla VI. Jindřicha a jeho potomky a vylučovala z nástupnictví Karlova syna, dauphina Karla z Valois. Karlova dcera Kateřina z Valois se vdala za Jindřicha V., čímž byly potvrzeny dědičné nároky anglického krále.
Smlouvě předcházel boj Angličanů o francouzskou korunu, známý jako stoletá válka (1337–1453). V roce 1340 vznesl Eduard III. (pradědeček Jindřicha V.) nárok na francouzskou korunu jako syn Izabely, dcery francouzského krále Filipa IV. Angličané vlastnili ve Francii významné državy a před podepsáním smlouvy z Troyes dobyli Normandii (bitva u Azincourtu, 1415).
Dva roky po uzavření smlouvy Karel VI. i Jindřich V. zemřeli. Jindřichův syn, anglický a francouzský král Jindřich VI. byl v době otcovy smrti sotva dvouletý a nemohl proto uplatňovat nároky na francouzský trůn. Vlády ve francouzském království se ujal dauphin Karel z Valois, syn Karla Šíleného. Bez korunovace byla ale jeho pozice značně nejistá.
Nároky malého Jindřicha hájil jeho regent vévoda z Bedfordu, který oblehl Orléans. Po vystoupení Johanky z Arku v roce 1429 byl Orléans osvobozen a 17. července byl Karel z Valois korunován v katedrále Notre Dame v Remeši jako Karel VII., čímž upevnil svoji pozici francouzského krále. Jindřich VI. se sice nechal korunovat v Paříži, ale Remeš byla tradičním místem korunovace francouzských králů.